# Teaser and the Firecat
Teaser and the Firecat è il quinto album del cantautore Cat Stevens, pubblicato nel 1971.

## Descrizione
Il titolo dell'album è ispirato all'omonimo libro per bambini scritto e illustrato dallo stesso Stevens, in cui il protagonista Teaser e il suo gatto vogliono riportare al suo posto nel cielo la Luna, caduta sulla Terra.
Il brano Morning Has Broken fu pubblicato anche come singolo nel 1972 e divenne uno fra i più celebri del cantautore; la versione in studio vede ospite Rick Wakeman al pianoforte. Il testo, scritto nel 1931 da Eleanor Farjeon, è uno dei vari adattamenti sul tema di un inno natalizio tradizionale scozzese del XVIII secolo, intitolato in gaelico: Leanabh an àigh («Figlio della gioia») ma noto anche come: Bunessan dal nome della località dell'isola di Mull dove fu tradotto in inglese per la prima volta. Nelle edizioni dell'album pubblicate prima del 1980, il brano risultava accreditato interamente a Stevens, così come tutte le altre tracce del disco.
La traccia Rubylove è caratterizzata da una strofa cantata in greco e dall'accompagnamento di bouzouki in stile greco tradizionale, su un metro dispari.

## Tracce
Testi e musiche di Cat Stevens eccetto dove indicato.
Lato A
1. The Wind – 1:40
2. Rubylove – 2:35
3. If I Laugh – 3:20
4. Changes IV – 3:27
5. How Can I Tell You – 4:25

Lato B
1. Tuesday's Dead – 3:34
2. Morning Has Broken – 3:15 (testo: Eleanor Farjeon – musica: tradizionale, arr. Stevens)
3. Bitterblue – 3:07
4. Moonshadow – 2:57
5. Peace Train – 4:10

## Musicisti
- Cat Stevens – chitarra, pianoforte, voce
- Alun Davies – chitarra
- Larry Steele – basso, conga
- Gerry Conway, Harvey Burns – batteria
- Rick Wakeman – pianoforte (traccia: B2)
- Andreas Toumazis, Angelos Harzipavli – bouzouki
- Del Newman – arrangiamento e direzione archi